# Prispodoba o gorušičinom zrnu
Prispodoba o gorušičinom zrnu je jedna od kraćih Isusovih prispodoba, koja uspoređuje Kraljevstvo Božje sa zrnom gorušice.
Glasi ovako:
»Kraljevstvo je nebesko kad čovjek uze gorušično zrno i posija ga na svojoj njivi. Ono je doduše najmanje od svega sjemenja, ali kad uzraste, veće je od svega povrća. Razvije se u stablo te dolaze ptice nebeske i gnijezde mu se po granama.«
Smatra se da je biljka na koju se odnosi priča crna slačica, velika jednogodišnja biljka visoka do tri metra, koja raste iz poslovično malog sjemena (čija neznatnost se koristi kao alegorija i na drugim mjestima kod Mateja 17,20 i Luke 17,6). Prema rabinskim izvorima, Židovi nisu uzgajali ovu biljku u vrtovima, što je dosljedno Matejevom opisu o rastu u polju. Luka, naprotiv, govori da gorušica raste u vrtu, što se objašnjava prilagođavanjem priče za slušatelje izvan Palestine.
U stvarnosti, biljka gorušice teško da može služiti kao gnijezdo pticama, pa se smatra da je Isus to namjerno prenaglasio u svojoj analogiji.
Postoji i »subverzivan« element ove priče, koji se ogleda u brzom rastu biljke gorušice, što je čini »malignim korovom« s »opasnim osobinama širenja«. Plinije Stariji u 1. stoljeću piše da je gorušica iznimno dobra za zdravlje te napominje:
»Raste potpuno divlja, premda se poboljšava presađivanjem: ali s druge strane kada je jednom zasađena teško je moguće osloboditi je se, jer sjemenke kako padnu odmah klijaju.«